# HD 192310
HD 192310（HR 7722、グリーゼ785）は、やぎ座にある恒星である。太陽の近傍にある恒星で、周囲に2つの惑星が発見されている。

## 特徴
| 太陽 | HD 192310 |
| ---- | --------- |
| 太陽 | Exoplanet |

HD 192310は、太陽からの距離が約29光年とかなり近く、肉眼でみえる明るさである（ボートル・スケールでは、「郊外の空」の暗い所ならみえる）。グールドによって、変光星である可能性が指摘され、変光星総合カタログでも変光星の候補とされるが、確定はしていない。
HD 192310は、K型主系列星で、スペクトル型はK3 Vとされる。質量は、太陽の8割、有効温度はおよそ5,166Kで、光球は橙色に輝く。太陽よりも古い恒星で、年齢はおよそ78億年と推定される。ヘリウムよりも原子量の大きい元素の存在比、いわゆる金属量は、太陽と同程度である。自転はゆっくりで、およそ48日で1回転する。
HD 192310の空間速度は、{\displaystyle (U,V,W)=(-73,-12,-19)} km/sであり、銀河系内を周回する軌道は、離心率が0.19で、銀河中心からの平均距離は2万6千光年である。HD 192310は、大体82,200年後に太陽に最接近し、その際の距離は20光年になると見積もられる。

## 惑星系
HD 192310星系では、2010年にケック望遠鏡による視線速度法の観測から、海王星程度の質量を持つ系外惑星HD 192310 bを検出したと発表され、翌年には高精度視線速度系外惑星探査装置（HARPS）を用いた視線速度法の観測から、もう1つの系外惑星HD 192310 cと共に確定した。惑星cは、惑星bよりも質量推定の不定性が大きく、これは1公転周期全ての観測データが得られていないためである。どちらの惑星も、構造は海王星に似ていると思われる。2つの惑星は、HD 192310系のハビタブルゾーンの内外の縁辺りを公転している。
| 名称 （恒星に近い順） | 質量            | 軌道長半径 （天文単位） | 公転周期 (日) | 軌道離心率  | 軌道傾斜角 | 半径 |
| --------------------- | --------------- | ----------------------- | ------------- | ----------- | ---------- | ---- |
| b                     | ≥ 16.9 ± 0.9 M⊕ | 0.320 ± 0.005           | 74.72 ± 0.10  | 0.13 ± 0.04 | —          | —    |
| c                     | ≥ 24 ± 5 M⊕     | 1.180 ± 0.025           | 525.8 ± 9.2   | 0.32 ± 0.11 | —          | —    |